# Four Seasons Hotel & Tower
Der Wolkenkratzer Four Seasons Hotel & Tower in Miami ist mit rund 240 Metern seit der Errichtung des Panorama Tower 2018 das zweithöchste fertiggestellte Gebäude im US-Bundesstaat Florida.
Nach einer dreijährigen Bauzeit wurde der Four Seasons Hotel & Tower im Jahr 2003 vollendet und löste damals das 233 Meter hohe Southeast Financial Center als höchstes Gebäude der Stadt Miami und des Bundesstaates Florida ab. Das Gebäude hat 64 Geschosse, in denen ein Hotel, Wohnungen und Büros untergebracht sind. Die Adresse lautet 1441 Brickell Avenue.

## Galerie

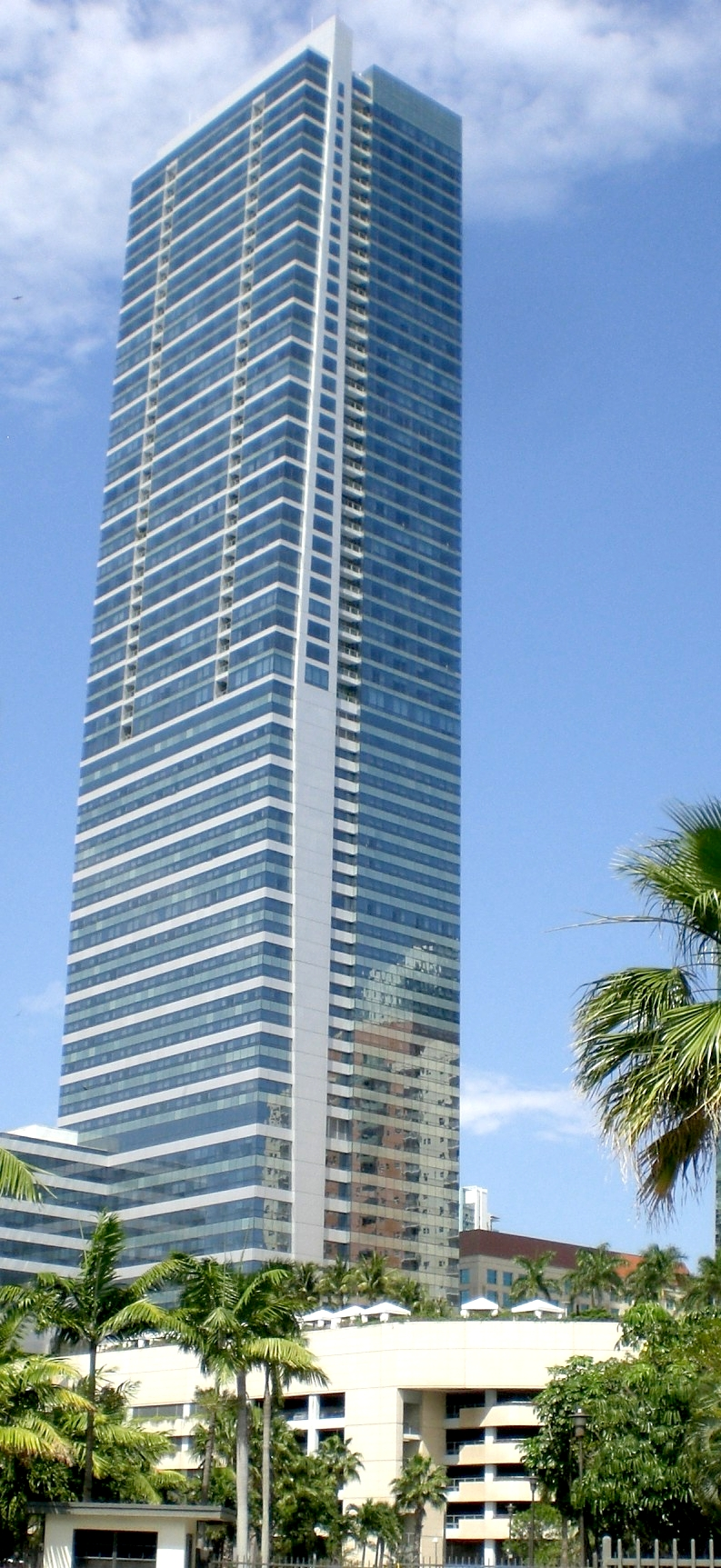
Blick von Südwest
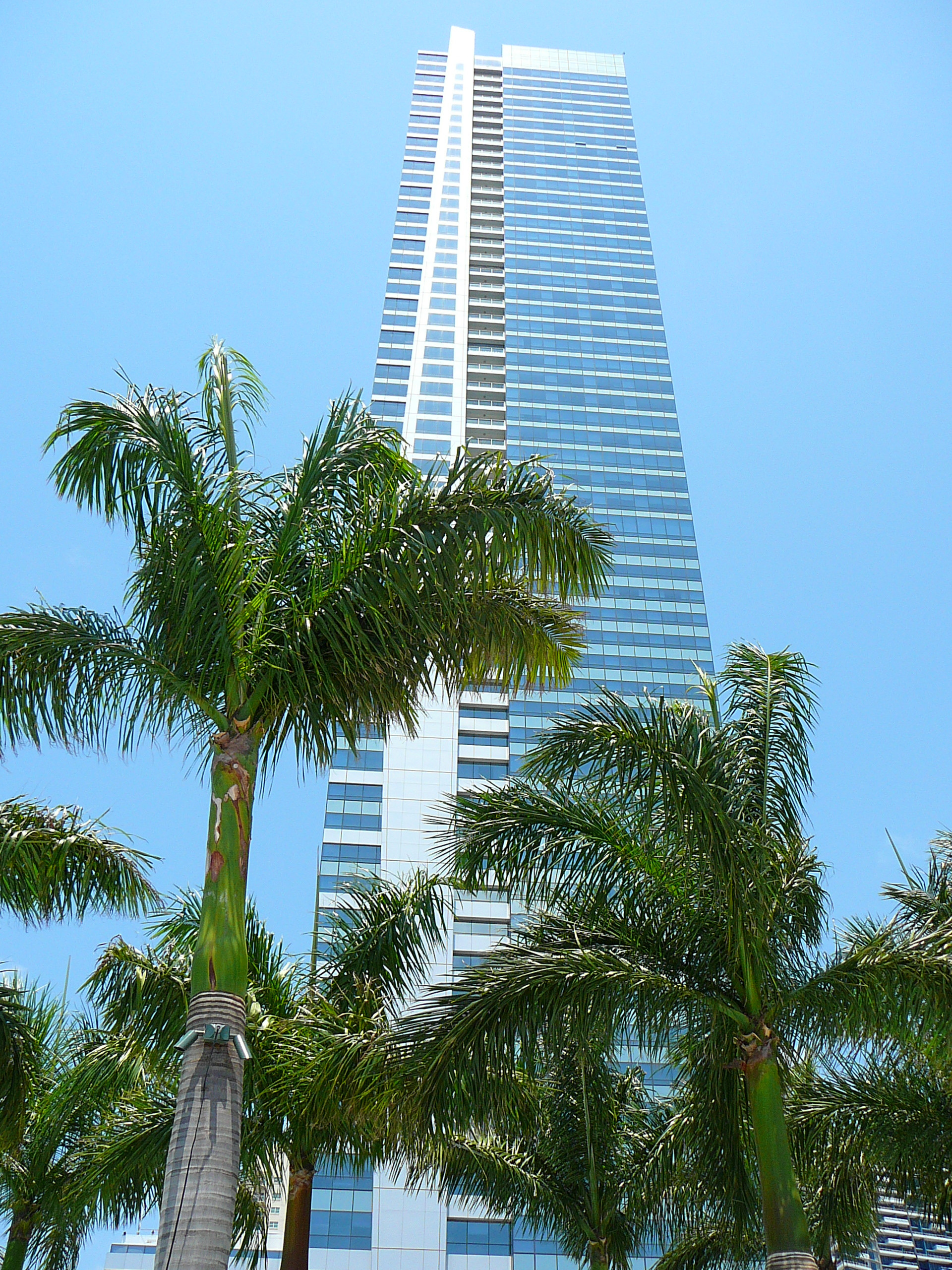
Blick von unten
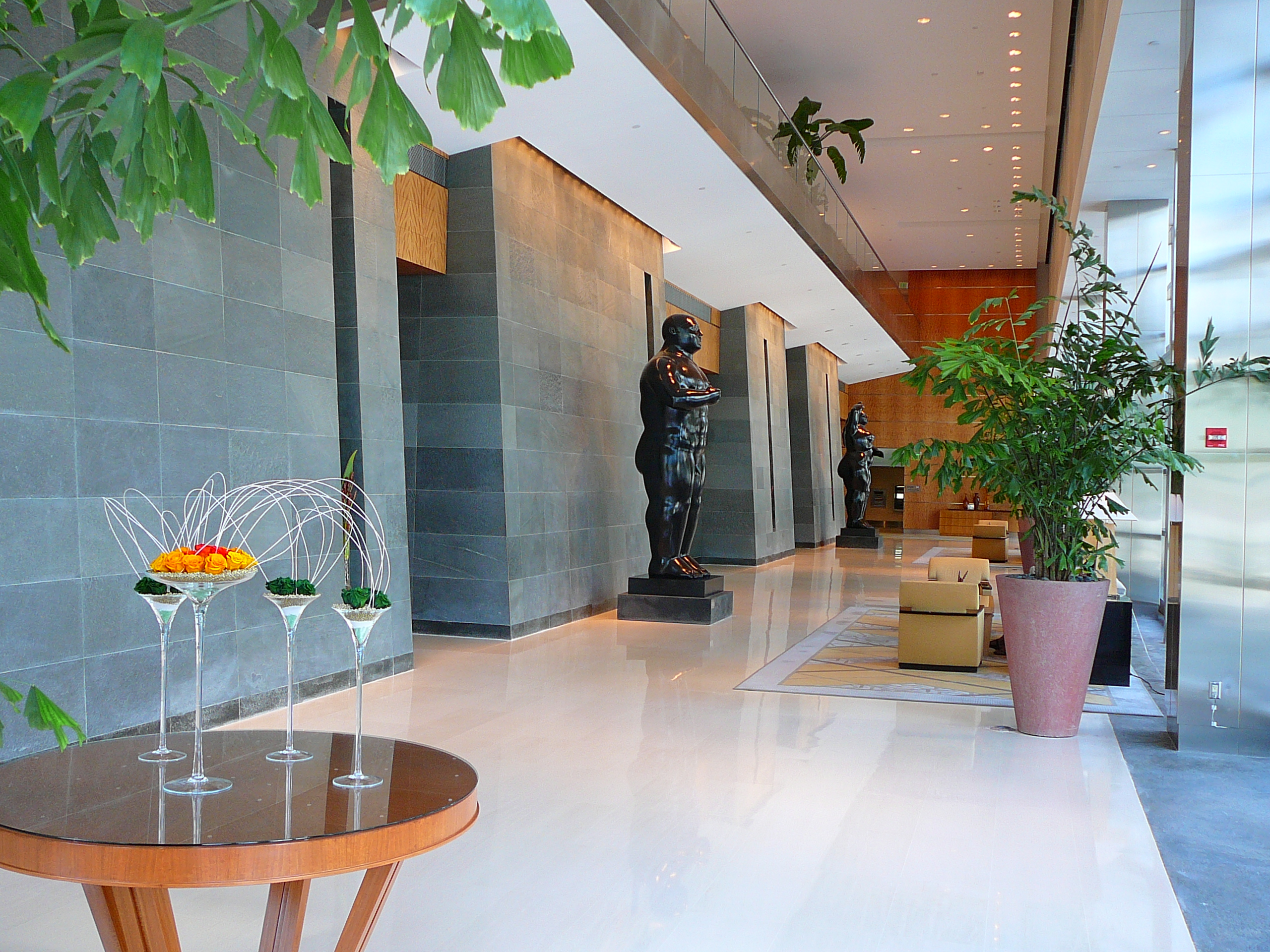
Der Haupteingang
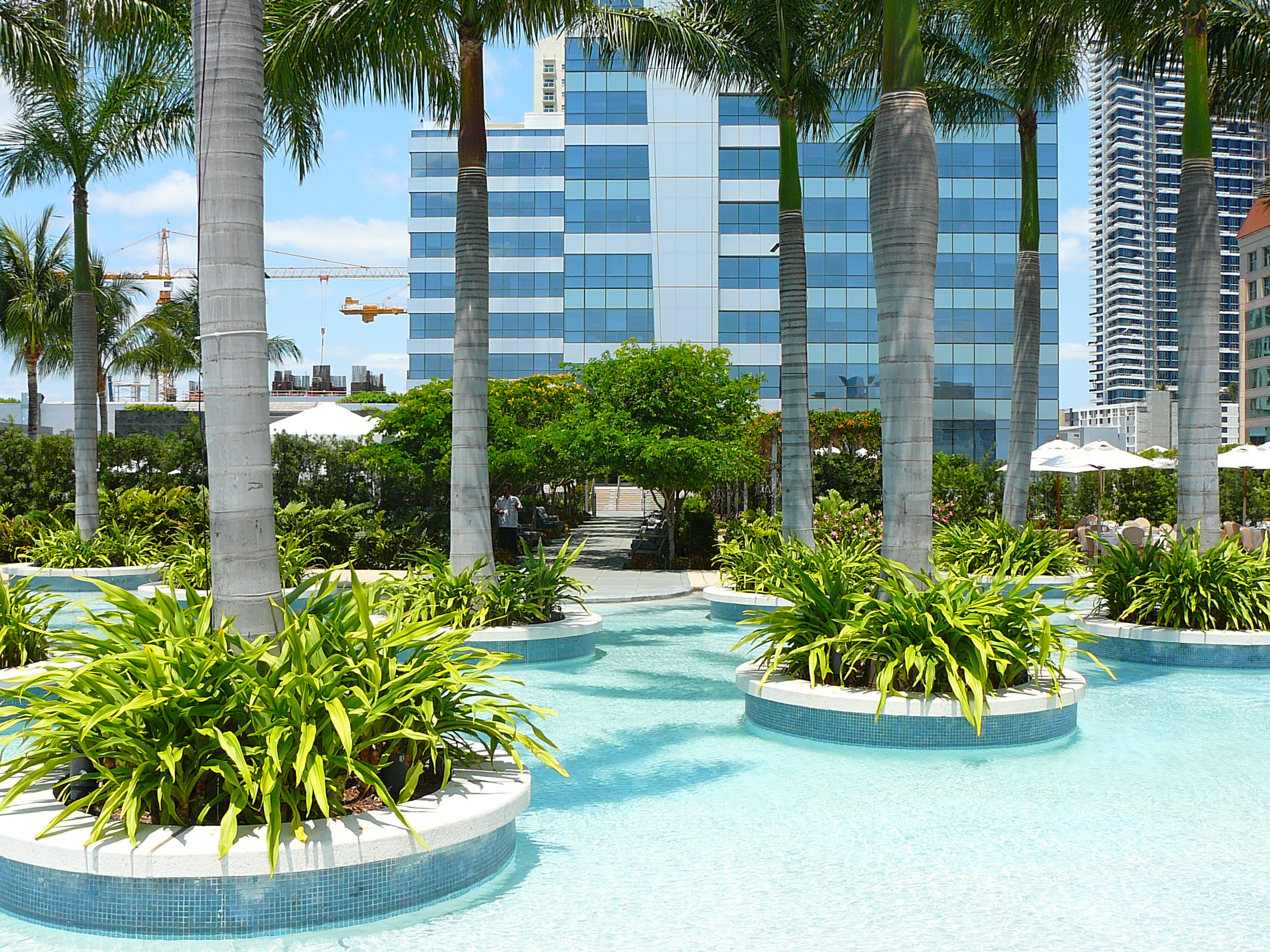
Der Pool des Hotels am Fuße des Gebäudes